# Prunus alleghaniensis
Prunus alleghaniensis — вид сливи Нового Світу, що росте в Аппалачських горах.

## Опис
Prunus alleghaniensis – це кущ бо невелике дерево заввишки 0,91–3,66 метра. Листя має довжину від 5 до 9 сантиметрів, кінчик зазвичай довгий і загострений. Краї листя дрібнозубчасті. Гілочки іноді мають колючки. Кора у старих екземплярів тріщинувата. Квітки рясні та білі, з часом рожевіють. Темно-червонувато-пурпуровий плід має ширину 13 міліметрів з білуватим нальотом.

## Поширення та середовище існування
Цей вид походить з Аппалачських гір від Нью-Йорка до Кентуккі та Північної Кароліни, а також з Нижнього півострова Мічиган. Є старі повідомлення про те, що він також росте в Нью-Джерсі та Коннектикуті, але зараз, схоже, він винищений у цих двох штатах.

## Використання
З фруктів виготовляють варення та желе.